# Mnesithea laevis
Mnesithea laevis là một loài thực vật có hoa trong họ Hòa thảo. Loài này được (Retz.) Kunth mô tả khoa học đầu tiên năm 1829.